# アンスラックス
アンスラックス（ANTHRAX）は、アメリカ合衆国出身のヘヴィメタル・バンド。
米国東海岸を代表するHR/HMバンドの一つ。1980年代にデビューした「メタリカ」「メガデス」「スレイヤー」と並んで、スラッシュメタル四天王（Big 4）の一角に君臨した。現在は同ジャンルに留まらない独自の音楽性によって、世界中に多くの支持を得ている。

## 来歴

### 結成からデビューまで

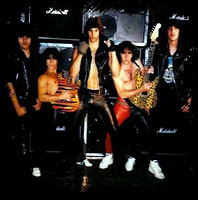
デビュー当時のグループショット、左からチャーリー・ベナンテ、ダン・スピッツ、ニール・タービン、スコット・イアン、ダン・リルカ(1983年)

1981年、ニューヨークにてスコット・イアン（ギター）とダン・リルカ（ギター 後にベース）によって結成される。メンバーは流動的ではあったが、ニール・タービン（ヴォーカル）、ダン・スピッツ（ギター）、そしてチャーリー・ベナンテ（ドラムス）の参加によってほぼ固定化された。当時の音楽性は、他の多くのメタル・バンドと同様、NWOBHMをアメリカ流に解釈して表現したものであったが、そこにニューヨーク・パンクの雰囲気を加えることにより独自の音楽性を確立していった。
1984年、アルバム『フィストフル・オブ・メタル』でデビュー。全米ツアーを行う。ところが、メンバーとの確執によってダン・リルカ(ベース)が脱退。さらに、歌唱力にやや難のあったニールも解雇される。後任のベーシストにはバンドのローディを務めていたフランク・ベロが、ヴォーカルには実力派ジョーイ・ベラドナが加入した。

### ジョーイ・ベラドナ在籍時代
新ヴォーカルのジョーイは、豊かな歌声と正確な音感に裏付けられた優れた歌唱力の持ち主であったが、それだけが彼の持ち味ではなかった。アメリカ先住民（いわゆるインディアン）の血を引くジョーイは、ステージ上でもインディアンの衣装や飾りを着用するなど強烈なアイデンティティを見せつけ、バンドのフロントマンとして存在感を発揮した。バンド全体としても、この時期、その音楽にファンクやインディアンのビートを取り入れるなどして新しいスタイルの構築に成功した。これにより、バンドは、後に登場するミクスチャー・ロックの先駆的な役割を果たすことになる。
1991年には、ヒップホップグループの雄「パブリック・エナミー」と共演し、シングル『ブリング・ザ・ノイズ』をリリース。ヘヴィメタルとヒップホップという異なるジャンルを見事に融合させ、ラップメタルという新たなジャンルを開拓した。

### ジョン・ブッシュ在籍時代

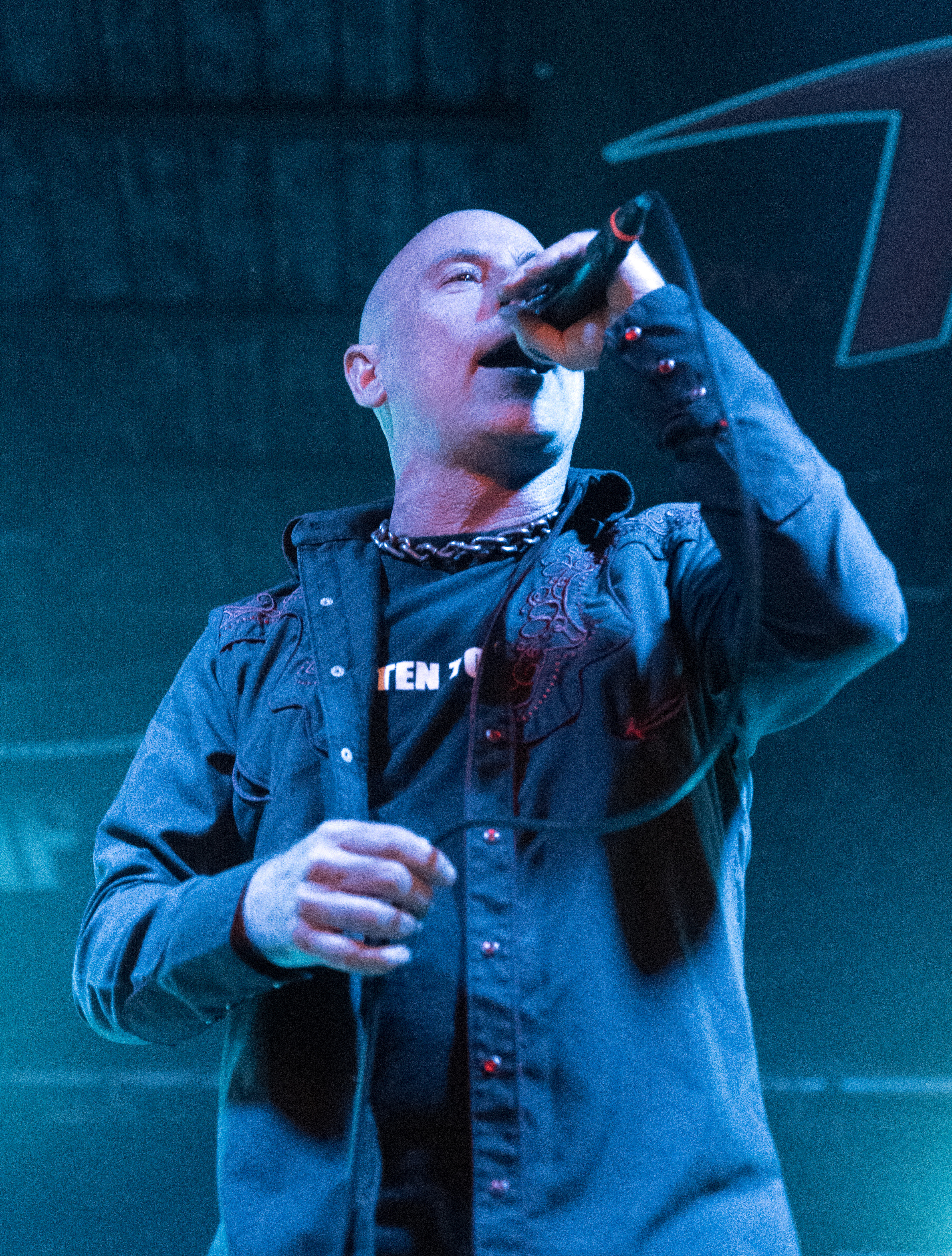
ジョン・ブッシュ(Vo) 2016年

しかし、1992年にジョーイが脱退してしまう。友好的な脱退とする報道がある一方で、ジョーイの内向的な性格に問題があったとも言われている。後任には「アーマード・セイント」からジョン・ブッシュを引き抜いて加入。「アーマード・セイント」は正統派ヘヴィメタルバンドであり、前任のジョーイと比べるとジョンのヴォーカルはストレートでよりヘヴィメタル然としたものであった。しかし、ちょうどこの頃から時代の中心はヘヴィ・メタルから、彼らがその先鞭をつけたオルタナティヴ・ミュージックへと移行し始める。その結果、彼らの音楽性は時代に翻弄されていくことになった。
ジョン加入後最初のアルバム『サウンド・オブ・ホワイト・ノイズ』は彼らが持っていた攻撃性とモダン・ヘヴィネスを融合させた作品で、ビルボードのアルバムチャート7位というバンド史上最大のヒットとなるものの、1990年代中期以降はメジャーレーベル「エレクトラ」が彼らとの契約を切り、バンドはレーベルを転々とし、不安定な活動をせざるを得なくなる。この間にダン・スピッツが脱退。2001年にロブ・カッジアーノが加入するまで4人編成で活動を行う。1995年の『ストンプ442』、1998年の『ヴォリューム8：スレット・イズ・リアル!』、2003年の『ウィ・ハヴ・カム・フォー・ユー・オール』と、4作連続でスラッシュメタルとハードコアのクロスオーヴァーに、オルタナティヴ要素を加えた路線を貫いた。
2004年、ベーシストのフランクがヘルメットに参加するため一時離脱し、ジョンとかつてアーマード・セイントで同僚であったフェイツ・ウォーニングのジョーイ・ヴェラがサポートを務め、翌年フランクが復帰。

### リユニオン〜現在

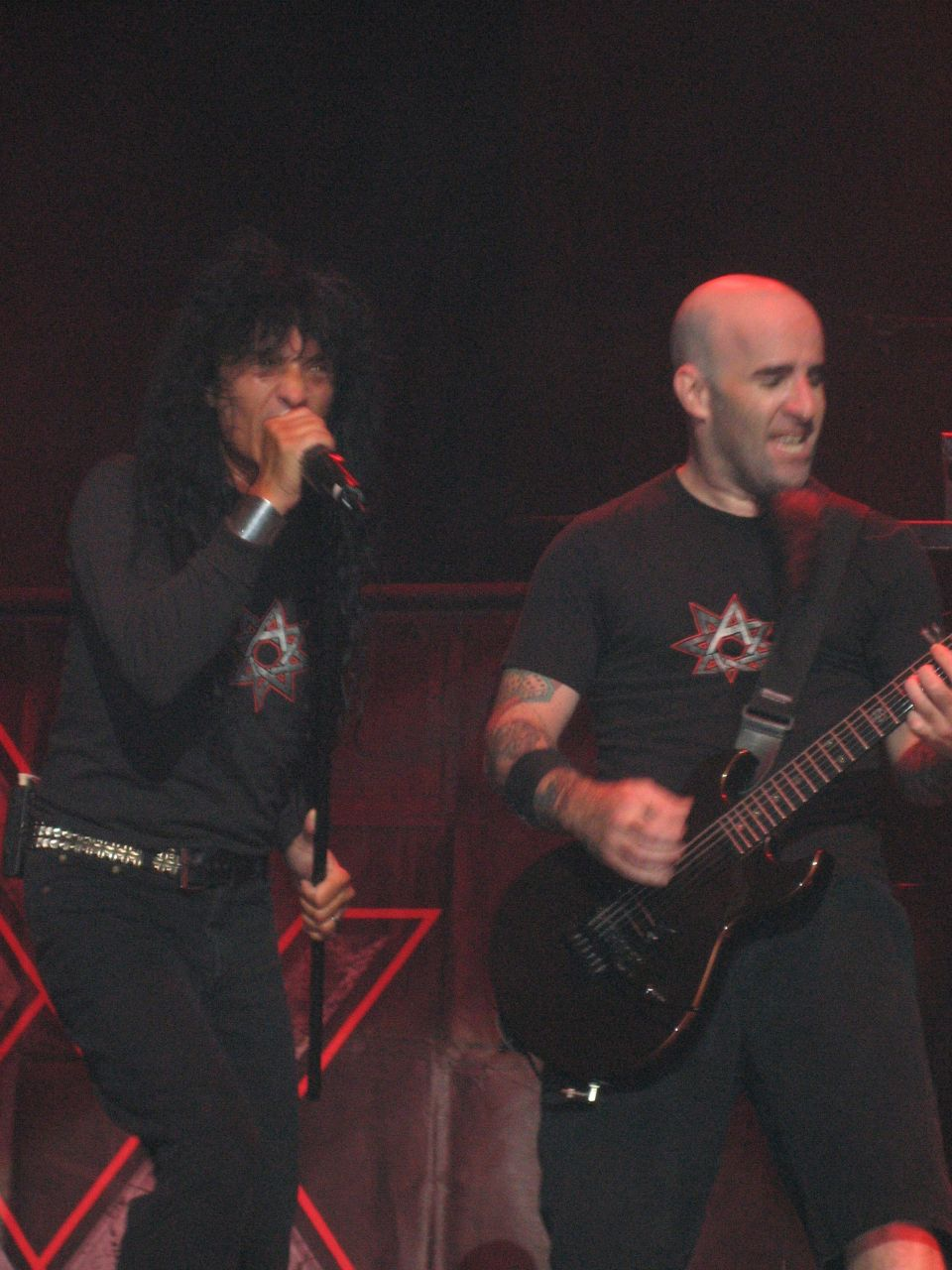
リユニオン期ライブ (2005年10月)

2005年、ジョーイとダンが復帰し、1987年の『アマング・ザ・リヴィング』リリース時のラインナップで活動を再開。2006年10月14日には「LOUD PARK 06」で来日を果たすが、翌年には再びジョーイとダンが脱退する。
2007年、アンスラックスは「スリップノット」「ストーン・サワー」のシンガーであるコリィ・テイラーと共に新曲の制作に着手する。このコラボレーションは最初は「遊び」として始まったが、徐々に真剣なものになり、一時はコリィが正式なメンバーになる可能性も取りざたされた。
2008年、新ボーカリストとしてダン・ネルソン（ex.Disciplineなど）が加入し、ロブ・カッジアーノも復帰。一夜限りの来日公演も開催された。
2009年、7月にダン・ネルソンが脱退。バンド側はダンの病気を理由のひとつに挙げているが、本人はこれを否定している。これにより秋に予定されていたニューアルバム『Worship Music』の発売は延期となり、急遽ジョン・ブッシュに協力を仰ぎフェスティバルのスケジュールを切り抜けた。
2010年、5月にジョーイが2度目の復帰。これによりジョン・ブッシュはお役御免となり、「アーマード・セイント」に戻る。同年夏には「メタリカ」「メガデス」「スレイヤー」とともに『The Big 4』ツアーを行った。
2011年、延期していた21年ぶりにジョーイが復帰したアルバム『Worship Music』をリリース。
2013年、1月にロブ・カッジアーノが脱退。
カッジアーノは翌2月にヴォルビートに加入した。
同年に行われるライヴツアーには、代役として「シャドウズ・フォール」のリード・ギタリスト、ジョナサン・ドネイズが参加し、同8月に正式加入。
2016年、5年ぶりのアルバム『For All Kings』をリリース。
2024年3月28日、4月よりメキシコから開始する『Anthrax 2024 Tour』に個人的な理由により不参加を表明したフランク・ベロ（ベース）の代役として、結成メンバーであるダン・リルカが参加することを発表。リルカは4月13日のメキシコ公演から5月17日のアメリカ・コロンバス公演まで参加する予定である。

## バンド名騒動
彼らのバンド名は英語で「炭疽菌」を意味する「Anthrax」。この名前は結成時にスコットらが百科事典でたまたま見つけた単語であり、「アンスラックス」という語感やスペルから、「これはメタルだ!!」と感じられたことから、バンド名に採用されたものである。
しかし、このバンド名が2001年9月11日に発生したアメリカ同時多発テロ以降続発したアメリカ炭疽菌事件によって、不意にクローズアップされる事態となってしまう。メンバーは取材時にはその件についてはジョークを飛ばしてはいたが、一時はバンド名の変更を考慮するほどこの事件にショックを受け、公式にバンド名変更を検討する事を表明した。すると他のアーティストやファンから「バンド名を絶対変えちゃいけない。そのままにするべきだ」と激励の声が上がった。
あるライブの楽屋でたまたま出会った、元レッド・ツェッペリンのロバート・プラントからも「本当にバンド名を変えてしまうのかい?」と真剣な表情で心配されたという。そんな励ましの声に押される形で、あるイベントに出演した（演奏は無かった）際に、メンバーお揃いの「俺達はバンド名を変えない」と書かれたツナギを着て現れ、正式にバンドの改名をしない事を表明した。その後、炭疽菌事件は終息した。

## メンバー
※2019年8月時点

### 現ラインナップ
- ジョーイ・ベラドナ (Joey Belladonna) - ヴォーカル (1984-1992, 2005-2007, 2010- )
- スコット・イアン (Scott Ian) - リズムギター (1981- )
- ジョン・ドネイズ (Jon (Jonathan) Donais) - リードギター (2013- )
- フランク・ベロ (Frank Bello) - ベース (1984-2004, 2005- )
- チャーリー・ベナンテ (Charlie Benante) - ドラムス (1983- )

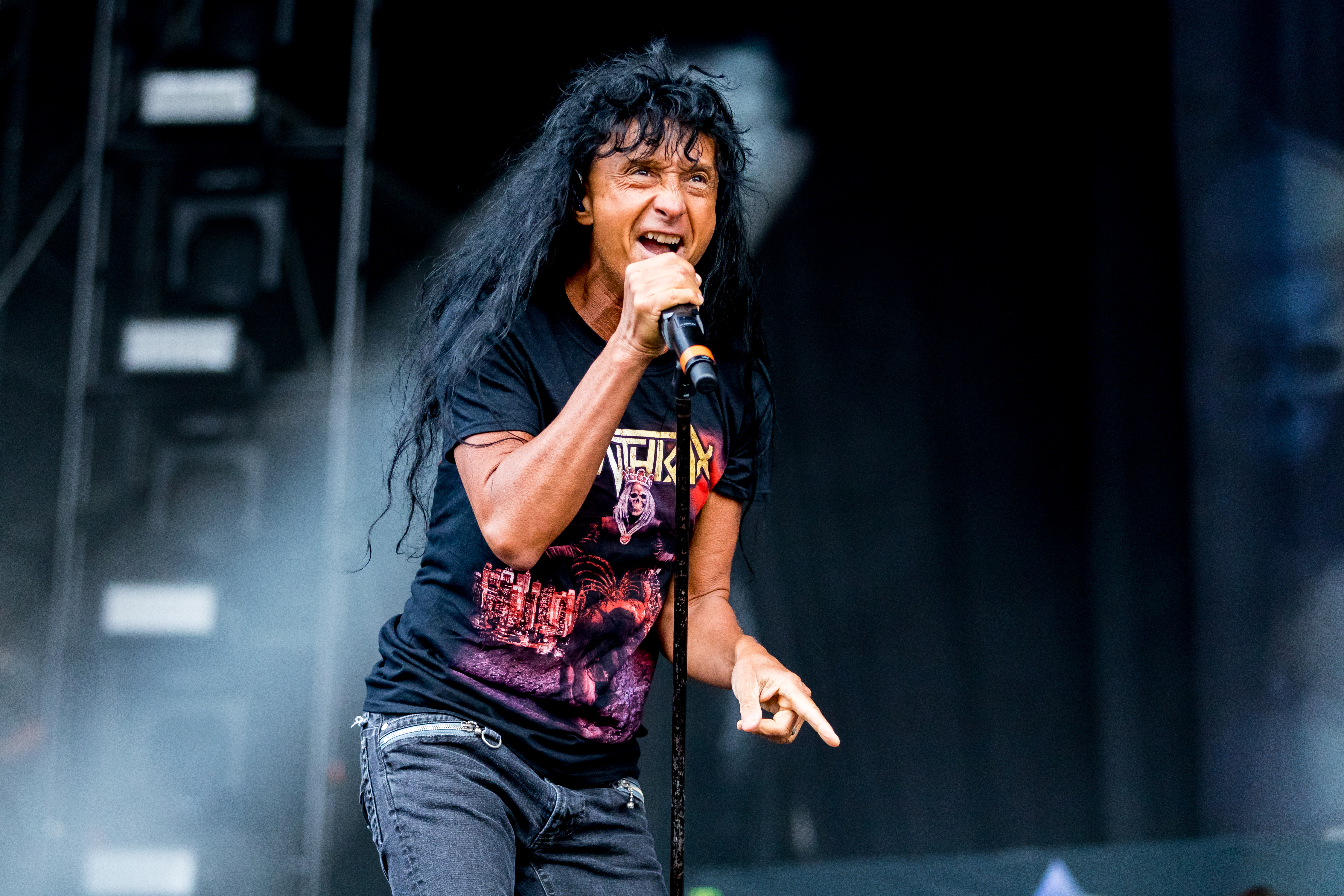
ジョーイ・ベラドナ(Vo) 2019年
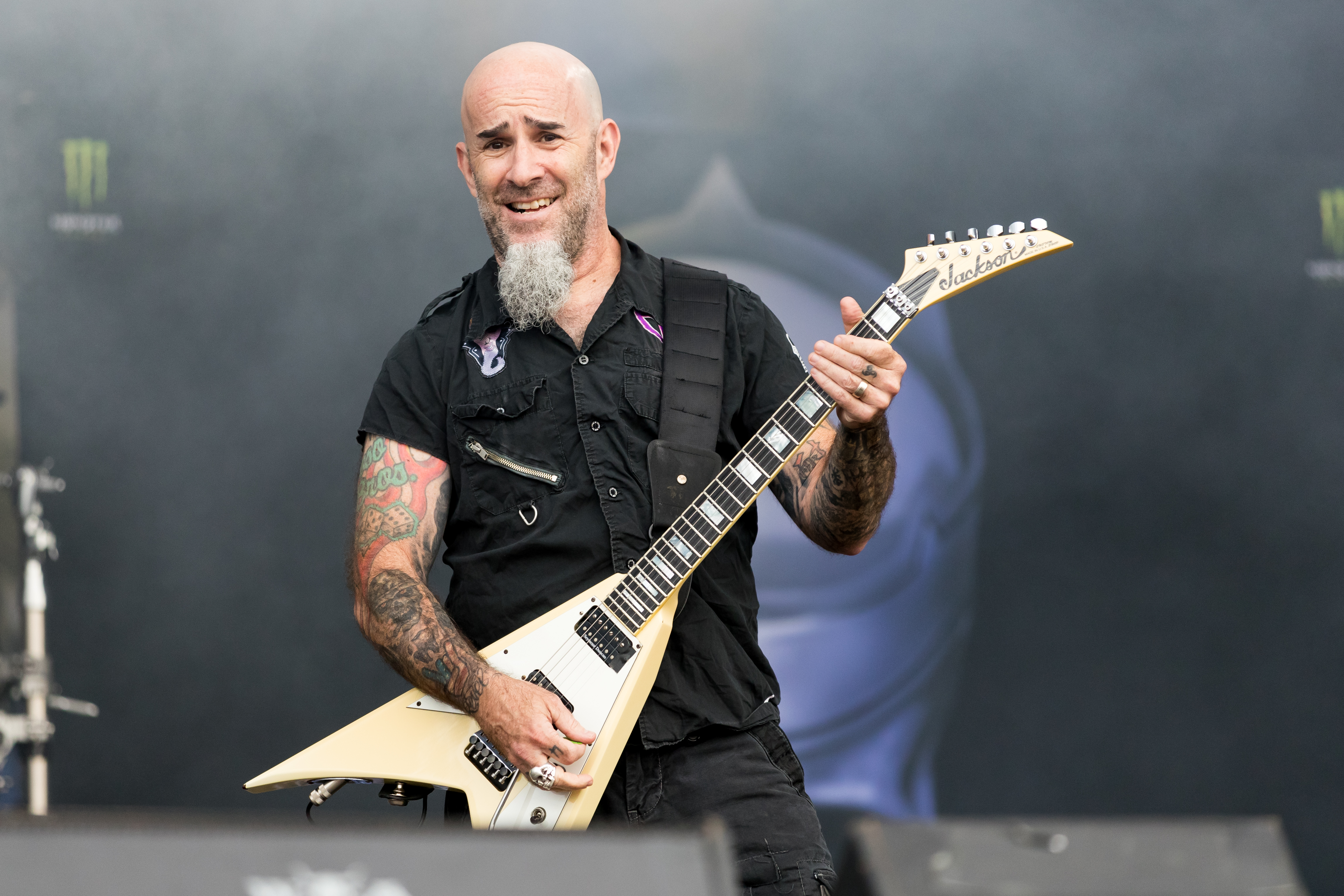
スコット・イアン(G) 2019年
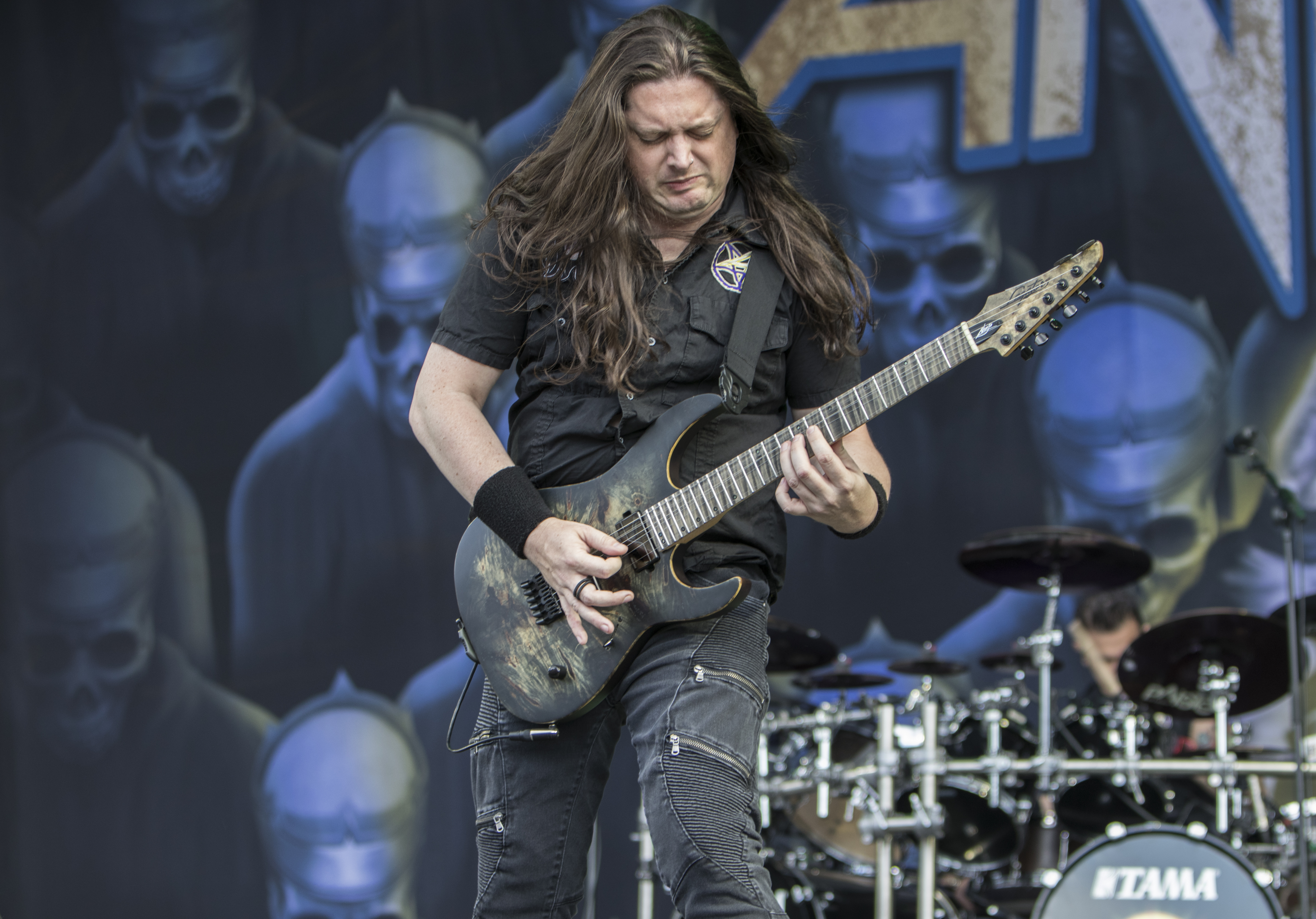
ジョン・ドネイズ(G) 2019年
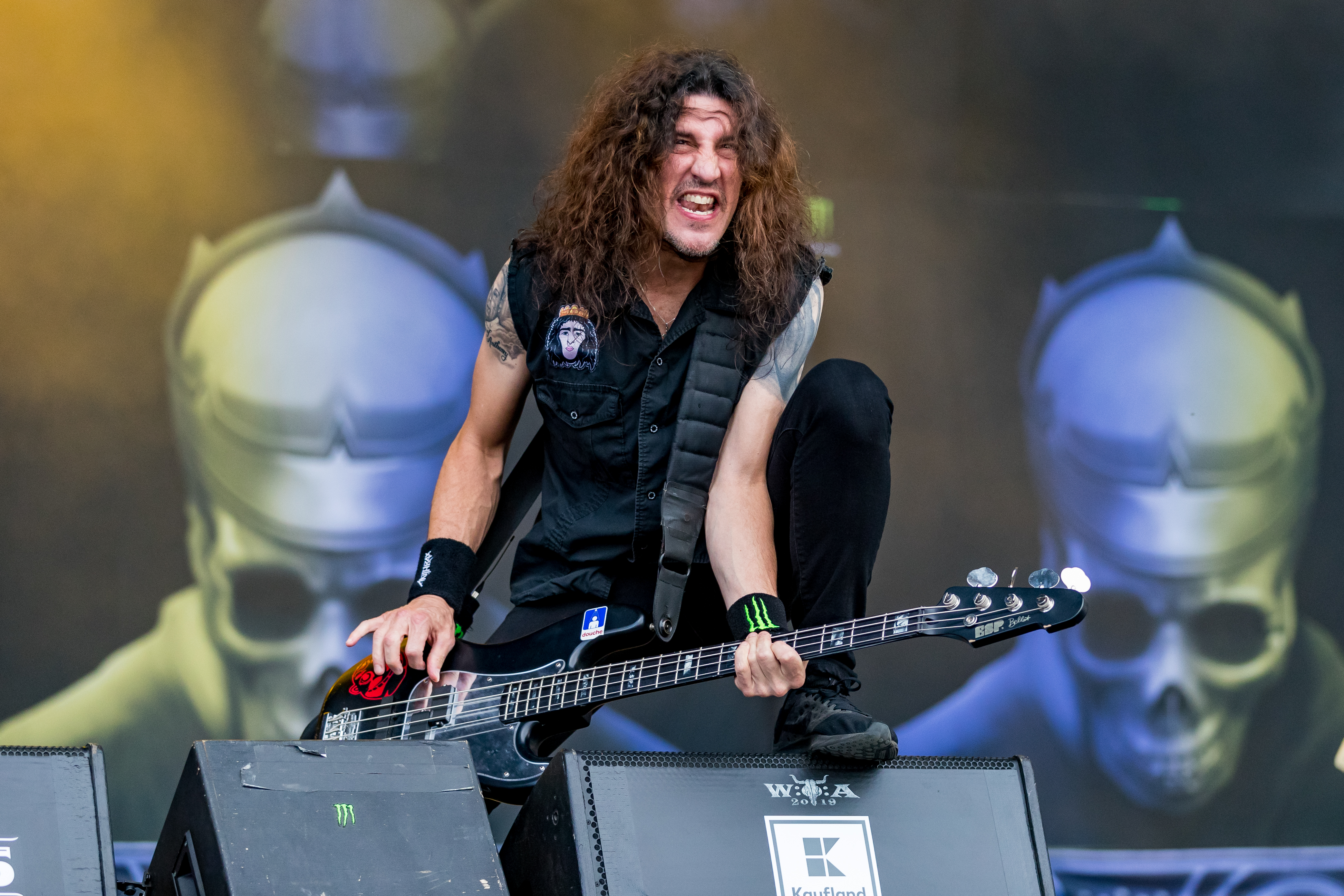
フランク・ベロ(B) 2019年
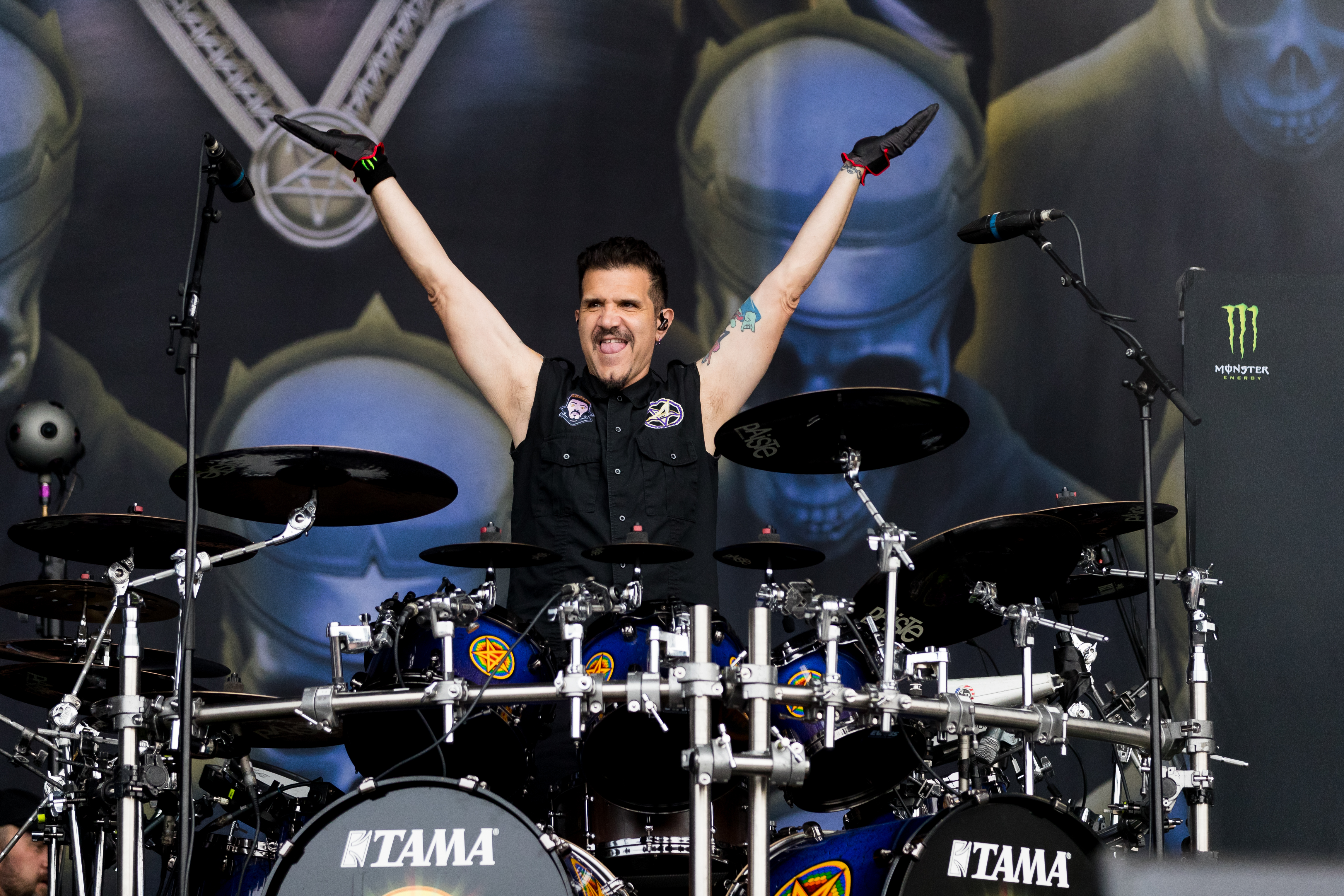
チャーリー・ベナンテ(Ds) 2019年

### 旧メンバー
| ヴォーカル - ジョン・コネリー (John Connelly) (1981) - ディルク・ケネディ (Dirk Kennedy) (1981) - ジェイソン・ローゼンフェルド (Jason Rosenfeld) (1981-1982) - トミー・ワイズ (Tommy Wise) (1982) - ニール・タービン (Neil Turbin) (1982-1984) - マット・ファロン (Matt Fallon) (1984) ※ ニールが解雇された後、一時的にツアーに参加していた。 - ジョン・ブッシュ (John Bush) (1992-2005, 2009-2010) - ダン・ネルソン (Dan Nelson) (2007-2009) ドラムス - デイヴ・ウェイス (David Weiss AKA "v.d.") (1981) - グレッグ・ダンジェロ (Greg D'Angelo) (1981-1983) | リード・ギター - ダン・リルカ (Dan Lilker) (1981) - グレッグ・ウォールズ (Greg Walls) (1981-1983) - ボブ・ベリー (Bob Berry) (1983) - ダン・スピッツ (Dan Spitz) (1983-1995, 2005-2007) - ポール・クロック (Paul Crook) (1995-2001) ※ 厳密には、サポートメンバー扱い。 - ロブ・カッジアーノ (Rob Caggiano) (2001-2005, 2007-2013) ベース - ケニー・クシュナー (Kenny Kushner) (1981) - ポール・カーン (Paul Kahn) (1981) - ダン・リルカ (Dan Lilker) (1981-1984,2024) - ジョーイ・ヴェラ(Joey Vera) (2004-2005) ※ サポートメンバー。 |

## ディスコグラフィー
スタジオ・アルバム
- 『フィストフル・オブ・メタル』 - Fistful of Metal (1984年)
- 『狂気のスラッシュ感染』 - Spreading the Disease (1985年)
- 『アマング・ザ・リヴィング』 - Among the Living (1987年)
- 『ステート・オブ・ユーフォーリア』 - State of Euphoria (1988年)
- 『パーシスタンス・オブ・タイム』 - Persistence of Time (1990年)
- 『サウンド・オブ・ホワイト・ノイズ』 - Sound of White Noise (1993年)
- 『ストンプ442』 - Stomp 442 (1995年)
- 『ヴォリューム8:スレット・イズ・リアル!』 - Volume 8: The Threat Is Real (1998年)
- 『ウィ・ハヴ・カム・フォー・ユー・オール』 - We've Come for You All (2003年)
- 『ワーシップ・ミュージック』 - Worship Music (2011年)
- 『フォー・オール・キングス』 - For All Kings (2016年)

## 来日公演

### 単独公演
- Japan Tour 1987（1987年）
  - 3月20日・23日・24日・25日 東京 中野サンプラザ
  - 3月22日 大阪 毎日ホール
- Japan Tour 1988（1988年）
  - 2月13日 東京 渋谷公会堂
  - 2月15日・16日 東京 東京厚生年金会館
  - 2月17日 名古屋 愛知文化講堂
  - 2月18日 大阪 大阪厚生年金会館
- Persistence of Time Tour（1990年）
  - 9月9日・11日 東京 東京簡易保険会館
- Sound of White Noise Tour（1993年）
  - 10月07日 名古屋 ボトムライン
  - 10月08日 尼崎 尼崎市総合文化センター
  - 10月10日 東京 NHKホール
  - 10月12日 川崎 川崎市教育文化会館
  - 10月13日 東京 渋谷公会堂
- Stomping Around the World Tour（1996年）
  - 4月2日・6日 東京 LIQUIDROOM
- Volume 8: The Threat Is Real Tour（1998年）
  - 9月25日 大阪 梅田HEAT BEAT
  - 9月27日・28日 東京 LIQUIDROOM
- Music of Mass Destruction World Tour（2004年）
  - 4月12日 札幌 PENNY LANE 24
- ANTHRAX SPECIAL CLUB GIG 2008（2008年）
  - 8月15日 川崎 クラブチッタ川崎
- ANTHRAX JAPAN TOUR 2011（2011年）
  - 5月6日→12月14日 東京 渋谷O-EAST
  - 5月7日→12月16日 名古屋 ダイアモンドホール
  - 5月9日→12月12日 大阪 BIG CAT
    - 東日本大震災の影響で延期後、メンバーの家族が重病のため公演中止
    - HELLYEAHとのカップリングが予定されていた
- ANTHRAX JAPAN TOUR 2012（2012年）
  - 4月2日 名古屋 ダイアモンドホール
  - 4月3日 大阪 BIG CAT
  - 4月5日・6日 東京 渋谷O-EAST
    - HELLYEAHとのカップリング
- ANTHRAX SPECIAL GIG 2015（2015年）
  - 10月7日 大阪 BIG CAT
- ANTHRAX JAPAN TOUR 2017（2017年）
  - 5月17日 大阪 Zepp 大阪ベイサイド
  - 5月18日・19日 東京 Zepp ダイバーシティ東京

### フェス
- FUJI ROCK FESTIVAL 03（2003年）
  - 7月26日 湯沢 苗場スキー場
- Extreme The Dojo Vol.10（2004年）
  - 4月14日・15日 東京 渋谷O-EAST
  - 4月17日 大阪 なんばHATCH
- DOJO Rock Around（2004年）
  - 4月19日 福岡 DRUM LOGOS
  - 4月20日 広島 広島クラブクアトロ
  - 4月21日 名古屋 名古屋クラブクアトロ
- Loud Park 06（2006年）
  - 10月17日 千葉 幕張メッセ 国際展示場 展示ホール9-10-11
- Loud Park 09（2009年）
  - 10月17日 千葉 幕張メッセ 国際展示場 展示ホール9-10-11
- Loud Park 15（2015年）
  - 10月10日 埼玉 さいたまスーパーアリーナ
- KNOTFEST JAPAN 2016（2016年）
  - 11月6日 千葉 幕張メッセ 国際展示場 展示ホール9-10-11
- Download Japan 2019（2019年）
  - 3月21日 千葉 幕張メッセ 国際展示場 展示ホール9-10-11